# Klammer & Gründler Duo

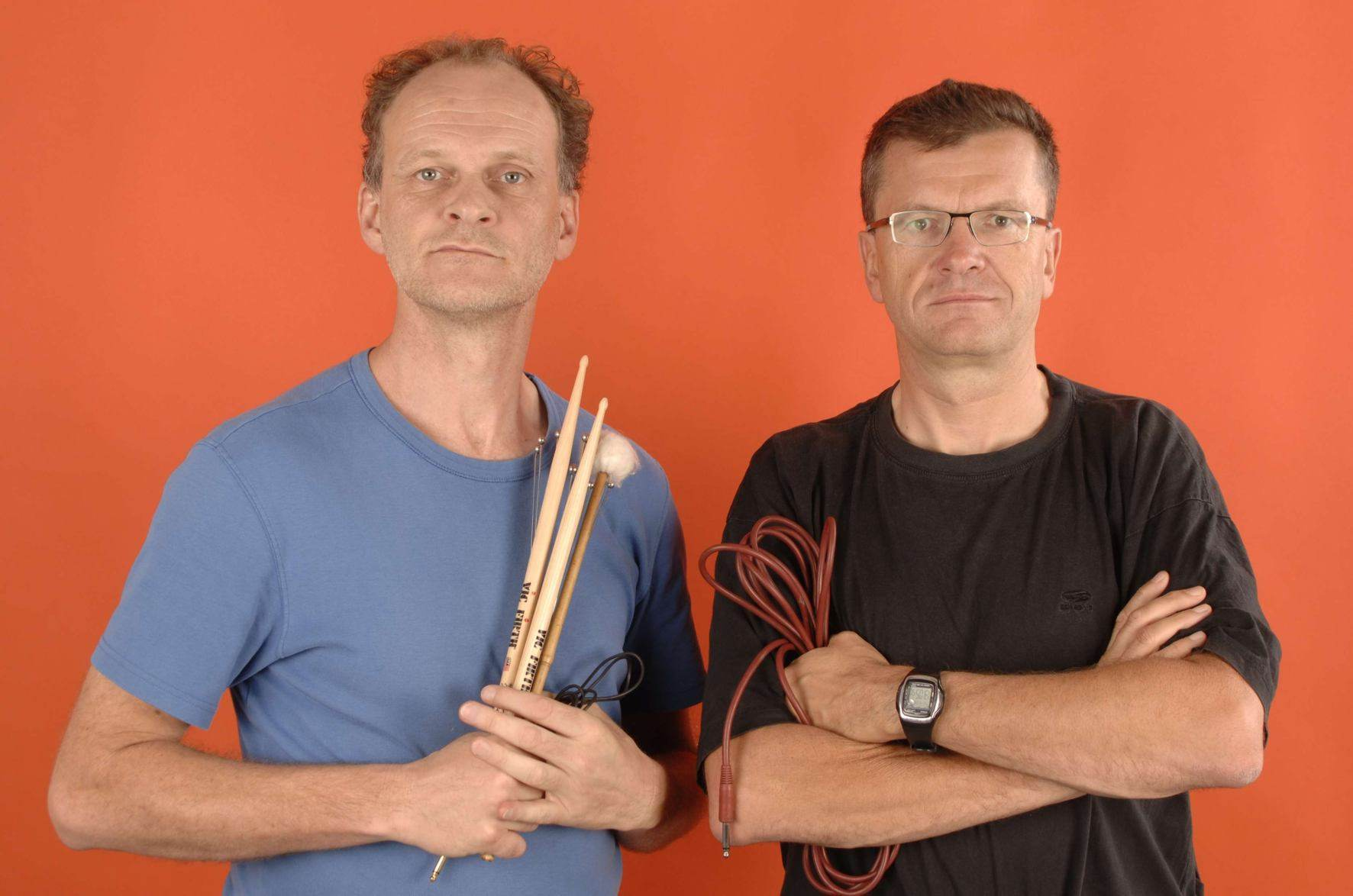
Klammer & Gründler Duo

Das Klammer & Gründler Duo (KGD) ist ein in Graz beheimatetes und seit 1985 aktives österreichisches Musikprojekt, das Einflüsse aus unterschiedlichen Musikstilen wie Improvisationsrock, Free-Jazz, Elektroakustik und Elektronik zu einem originären Stil verbindet.

## Stil
Klammer und Gründler gelten als Pioniere der elektroakustisch-improvisierten Musik. Die ursprünglich rocksozialisierten Musiker praktizieren eine elektronisch und medial erweiterte Jazz und Neue Musik basierte strukturierte Improvisationsmusik. Ihre Musik war insbesondere in den 1980er Jahren stark durch einen offenen Bezug auf die mediale Technologie sowie durch Sampling, Netzwerke und Digitalisierung geprägt. Gegenwärtig steht bei ihnen das musikantische Element, das sich einer erweiterten Jazz- und Improvisationsgeschichte verbunden sieht, wieder mehr im Vordergrund.

## Biografie und musikalische Entwicklung
Schlagzeuger Josef Klammer und Gitarrist Josef (Seppo) Gründler trafen sich bereits 1976 in Graz, machten jedoch zunächst in unterschiedlichen Formationen und Kontexten Musik. Seppo Gründler gründete 1979 gemeinsam mit  Simon Pichler als Sänger in Graz die Avantrock-Kabarettband „FUT“, bei der u. a. Ernst M. Binder als Schlagzeuger mitwirkten. Die stark von Frank Zappa, Checkpoint Charlie und Floh de Cologne beeinflusste 6-köpfige Urbesetzung trat live mit bis zu 14 Mitspielern auf. 1981 stieß der gebürtige Osttiroler Klammer als Schlagzeuger hinzu. 1984 löste sich die inzwischen in „ÖMÖ die Rocksau“ umbenannte Band auf.
Klammer-Gründler bildeten mit Gunter Falk ein Projekt, das schließlich zu einem festen Trio mit Falk wurde. Als Falk vor einer geplanten Deutschlandtournee verstarb, gründeten Klammer-Gründler 1984  das Rough-Music-Trio „Sforza“ (anfangs Kurt Kristofferitsch am Bass, später Thorsten Zimmermann), das durch komplexe Kompositionen aus sehr ungeraden Rhythmen und vertrackten Strukturen charakterisiert war. Ab 1986 konzentrierten sich Klammer-Gründler ausschließlich auf ihr Duo, das sich durch einen technisch sehr anspruchsvollen und hart gespielten Mix aus Improvisation und Komposition auszeichnete.
Die Elektronik des Duos bestand anfangs aus Bodeneffektgeräten und Drumcomputer. „Zu der Zeit existierte in Österreich keinerlei Szenevernetzung, und ähnliche Musik schon einmal gar nicht.“, so Gründler. Der freie und eklektizistische Stilmix des Duos ließ es bald zu einem österreichischen Underground- und Kunstpublikums-Tipp werden, auch bedingt durch die Verbindungen, die Klammer ab 1981 zur Kunstwelt aufgebaut hatte. Ab 1985 begannen Klammer-Gründler sich intensiv mit der Elektronik und der Erweiterung des Klangspektrums zu beschäftigen. Für das 1986 entstandene Projekt „Heimatklang/Klangheimat“ verwendeten sie Sampler für Field Recordings aus der Umgebung von Eisenerz. Vom Honorar dieses Projekts wurde ein elektronisches Dynacord-Drumset und eine Ibanez-MIDI-Gitarre gekauft. Diesen Schritt bezeichnen sie als „eigentlichen Ursprung des Duo-Programms“. Auf dem Album „Blue Ex“ von 1988 manifestierte sich der neue Stil, der durch das Album „Earshots“ 1991 fortgesetzt wurde. Die Alben definierten einen bislang ungehörten Stil einer elektroakustischen Improvisationsmusik.
Aufgrund ihrer expliziten Konzept- und Kontexterweiterung wurden Klammer-Gründler in der Folgezeit häufig primär als Medienmusiker verstanden. Wichtige Marksteine dafür waren ab 1987 ihre Kopfhörerkonzerte. Einen weiteren Höhepunkt bildete das weltweit erste multilaterale Midi-Konzert „Razionalnik“. Im Rahmen der Ausstellung „Entgrenzte Grenzen“, von Kulturdata, spielte das Duo 1987 als Daten-Netzwerk über die Telefonleitungen Graz-Budapest-Lljubljana-Trient und überschritt so Raum und Grenzen. Das Nachfolgeprojekt „RGB“ von 1997, eine synchronisierte Partitur über Fernsehbild, intendierten sie bereits kritischer auf die inzwischen immer häufiger gewordenen Netzwerkkonzerte anderer Protagonisten der Medienmusikszene, die für Klammer-Gründler oftmals gleichförmig und musikalisch unergiebig klangen.
Gegen Ende der 1990er Jahre spielten Klammer-Gründler immer seltener live. Stattdessen produzierten sie Radioarbeiten, Klanginstallationen oder Theatermusik und arbeiteten viel im Studio. Klammer konzentrierte sich ab 1995 zudem auf die bildende Kunst, Gründler arbeitete beim Grazer Institut für Elektronische Musik und Akustik spielte viele Soloprojekte. Zudem riefen sie den V:NM (Verein für Neue Musik) samt dem alle zwei Jahre in Graz stattfindenden V:NM-Festival ins Leben. Seit 2022 heißt dieser Verein Styrian Association for New and Improvised Music und das Festival wurde auf STIO-Festival umbenannt.
Ab 2005  konzertieren Klammer-Gründler wieder regelmäßig live, auch, da das Musikantische bei ihnen gegenwärtig wieder im Vordergrund steht. Den Begriff Medienmusik sehen sie für ihre Arbeit als überholt an und bezeichnen sie vielmehr als „Kommunikationskunst“, für die Elektronik ein selbstverständliches Hilfsmittel und eine Erweiterung des Instrumentariums geworden ist, sowie als „strukturierte Improvisation“, die stark vom musikalischen Umgang mit dem Material und einer genuin modernistischen Haltung geprägt ist. Beide Musiker sind nach wie vor als Solokünstler aktiv, bezeichnen ihr Duoprojekt aber als zentral.

## Diskografie
- 1987: Single Razionalnik
- 1988: LP Blu Ex
- 1991: CD Earshots
- 1991: CD Han und Amin / V
- 1995: CD fuenf, two reassembled concerts, live at the Knitting Factory / New York
- 1995: CD Musikprotokoll ’95, Sampler, Steirischer Herbst ’95
- 2006: CD BERLIN
- 2010: 2CD Sampler Schrattenberg Hotel Pupik 99-09
- 2016: LP Urban Sound Band (mit Martin Philadelphy)